# Lewis Grabban
Lewis James Grabban (Croydon, 12 gennaio 1988) è un ex calciatore giamaicano con cittadinanza britannica, di ruolo attaccante.

## Palmarès

### Individuale
- Capocannoniere della Football League Two: 2

2006-2007 (21 gol, alla pari con Richie Barker), 2011-2012 (18 gol, alla pari con Jack Midson, Adebayo Akinfenwa ed Izale McLeod)